# Late at night
Late at night is een nummer van het Nederlandse duo Maywood dat werd gezongen door de zusjes Alice May en Caren Wood. Het nummer werd op 7 juni 1980 op vinylsingle uitgebracht.

## Achtergrond
De plaat werd een hit in het Nederlandse taalgebied, Duitsland, Zweden, Zuid-Afrika en Australië. In Zweden werd de 7e positie bereikt, in Zuid-Afrika de 11e en in Duitsland waar Maywood veel op televisie optrad bij de ARD en ZDF, werd de 18e positie in de hitlijst bereikt. In Australië werd de plaat een radiohit en bereikte de 72e positie.
In Nederland was de plaat op vrijdag 6 juni 1980 Veronica Alarmschijf op Hilversum 3 en werd een gigantische hit in de destijds drie landelijke hitlijsten op de nationale publieke popzender. De plaat bereikte de nummer 1-positie in zowel de Nederlandse Top 40, Nationale Hitparade als de TROS Top 50. In de Europese hitlijst op Hilversum 3, de TROS Europarade, werd de 6e positie bereikt.
In België bereikte de plaat de 2e positie in zowel de voorloper van de Vlaamse Ultratop 50 als de Vlaamse Radio 2 Top 30. In Wallonië werd géén notering behaald.
De tekst en muziek was in handen van Alie de Vries en de productie was van Pim Koopman.

## Hitnoteringen

### Nederlandse Top 40
| Hitnotering: 14-06-1980 t/m 13-09-1980 | Hitnotering: 14-06-1980 t/m 13-09-1980 | Hitnotering: 14-06-1980 t/m 13-09-1980 | Hitnotering: 14-06-1980 t/m 13-09-1980 | Hitnotering: 14-06-1980 t/m 13-09-1980 | Hitnotering: 14-06-1980 t/m 13-09-1980 | Hitnotering: 14-06-1980 t/m 13-09-1980 | Hitnotering: 14-06-1980 t/m 13-09-1980 | Hitnotering: 14-06-1980 t/m 13-09-1980 | Hitnotering: 14-06-1980 t/m 13-09-1980 | Hitnotering: 14-06-1980 t/m 13-09-1980 | Hitnotering: 14-06-1980 t/m 13-09-1980 | Hitnotering: 14-06-1980 t/m 13-09-1980 | Hitnotering: 14-06-1980 t/m 13-09-1980 | Hitnotering: 14-06-1980 t/m 13-09-1980 | Hitnotering: 14-06-1980 t/m 13-09-1980 |
| Week                                   | 1                                      | 2                                      | 3                                      | 4                                      | 5                                      | 6                                      | 7                                      | 8                                      | 9                                      | 10                                     | 11                                     | 12                                     | 13                                     | 14                                     |                                        |
| -------------------------------------- | -------------------------------------- | -------------------------------------- | -------------------------------------- | -------------------------------------- | -------------------------------------- | -------------------------------------- | -------------------------------------- | -------------------------------------- | -------------------------------------- | -------------------------------------- | -------------------------------------- | -------------------------------------- | -------------------------------------- | -------------------------------------- | -------------------------------------- |
| Nummer                                 | 27                                     | 13                                     | 7                                      | 3                                      | 1                                      | 1                                      | 1                                      | 2                                      | 3                                      | 8                                      | 10                                     | 20                                     | 29                                     | 39                                     | uit                                    |

### Nationale Hitparade
| Hitnotering: 21-06-1980 t/m 13-09-1980 | Hitnotering: 21-06-1980 t/m 13-09-1980 | Hitnotering: 21-06-1980 t/m 13-09-1980 | Hitnotering: 21-06-1980 t/m 13-09-1980 | Hitnotering: 21-06-1980 t/m 13-09-1980 | Hitnotering: 21-06-1980 t/m 13-09-1980 | Hitnotering: 21-06-1980 t/m 13-09-1980 | Hitnotering: 21-06-1980 t/m 13-09-1980 | Hitnotering: 21-06-1980 t/m 13-09-1980 | Hitnotering: 21-06-1980 t/m 13-09-1980 | Hitnotering: 21-06-1980 t/m 13-09-1980 | Hitnotering: 21-06-1980 t/m 13-09-1980 | Hitnotering: 21-06-1980 t/m 13-09-1980 | Hitnotering: 21-06-1980 t/m 13-09-1980 | Hitnotering: 21-06-1980 t/m 13-09-1980 |
| Week                                   | 1                                      | 2                                      | 3                                      | 4                                      | 5                                      | 6                                      | 7                                      | 8                                      | 9                                      | 10                                     | 11                                     | 12                                     | 13                                     |                                        |
| -------------------------------------- | -------------------------------------- | -------------------------------------- | -------------------------------------- | -------------------------------------- | -------------------------------------- | -------------------------------------- | -------------------------------------- | -------------------------------------- | -------------------------------------- | -------------------------------------- | -------------------------------------- | -------------------------------------- | -------------------------------------- | -------------------------------------- |
| Nummer                                 | 37                                     | 12                                     | 2                                      | 1                                      | 2                                      | 2                                      | 2                                      | 2                                      | 6                                      | 12                                     | 16                                     | 26                                     | 33                                     | uit                                    |

### NPO Radio 2 Top 2000
| Nummer met noteringen in de NPO Radio 2 Top 2000 | '99  | '00  | '01  |
| ------------------------------------------------ | ---- | ---- | ---- |
| Late at night                                    | 1755 | 1616 | 1804 |

1. ↑  Een vetgedrukt getal geeft de hoogste notering aan.
2. ↑  Deze tabel is bijgewerkt tot en met de laatste editie (2024).